# Duguwolowula
Duguwolowula è un comune rurale del Mali facente parte del circondario di Banamba, nella regione di Koulikoro.